# Дифузија кроз ћелијску мембрану
Дифузија представља облик пасивног транспорта материја кроз ћелијску мембрану. 
Дифузија је транспорт материја из средине са већом у средину са мањом концентрацијом (низ хемијски градијент) све док се концентрације не изједначе. Интензитет дифузије је пропорционалан хемијском градијенту. 
У живим системима дифузија се врши не само у ћелији већ и кроз њену мембрану за материје које мембрана пропушта. Дифузија кроз мембрану може бити:
- слободна (проста) дифузија и
- олакшана дифузија.

Олакшана дифузија је врста пасивног транспорта материја кроз ћелијску мембрану
Материје растворљиве у липидима и малог молекула пролазе брзо кроз мембрану слободном дифузијом (тако се преносе гасови О2 и 2 у плућима и ткивима). 
Материје које нису растворљиве у липидима пролазе процесом олакшане дифузије. Олакшана дифузија је транспорт материја кроз ћелијску мембрану из средине са већом у средину са мањом концентрацијом помоћу молекула носача (зато се назива олакшана дифузија). Молекул носач је протеин који пролази кроз липидни двослој и садржи место за које се материја везује. Олакшаном дифузијом се транспортује глукоза. Овај начин транспорта регулишу хормони па тако олакшану дифузију глукозе регулише инсулин. Када оболи гуштерача па се инсулин недовољно лучи (или престане да се излучује) онда се прекида олакшана дифузија глукозе из крви у већину ћелија. Због тога се глукоза нагомилава у крви, а ћелије остају без глукозе (ћелије гладују) што доводи до шећерне болести (diabetes melitus).
Посебан облик дифузије је осмоза.